# John Cameron Friedberger
John Cameron Friedberger, britanski general, * 1899, † 1971.